# Będkowo
Będkowo (niem. Bentkau) – wieś w Polsce położona w województwie dolnośląskim, w powiecie trzebnickim, w gminie Trzebnica.
W latach 1975–1998 miejscowość administracyjnie należała do województwa wrocławskiego.
Obecna nazwa została zatwierdzona 12 listopada 1946.
Wieś położona jest przy trasie E261 na odcinku drogi 5 Wrocław–Poznań.
Znajduje się tu stacja benzynowa oraz Ośrodek Medycyny Paliatywnej i Hospicyjnej.
We wsi funkcjonuje nieprzerwanie od 1974 roku klub sportowy LZS Sparta Będkowo. Od sezonu 2004/2005 współzawodniczy w rozgrywkach B-klasy, grupa: Wrocław II. Największym osiągnięciem drużyny było zajęcie (3-krotnie) 3. miejsca w sezonach: 2004/2005, 2009/2010 i 2022/2023.
Między Będkowem a Węgrzynowem, formalnie na terenie Węgrzynowa był przystanek kolei wąskotorowej Będkowo.